# Au cœur de la Casbah
Pour plus de détails, voir Fiche technique et Distribution.
Au cœur de la Casbah, est un film français de Pierre Cardinal, sorti en 1952.

## Synopsis
Au cœur de la Casbah : Michel arrive à la Casbah d'Alger pour retrouver, après huit ans dans un sanatorium, son père. Celui-ci étant en prison, c'est Maria-Pilar, sa femme, qui l'accueille. D'abord jalouse de Michel, Maria, peu à peu, en devient follement éprise. Michel est sensible au tendre amour de Sylvie, mais il est obsédé par la passion de Maria.

## Fiche technique
- Titre : Au cœur de la Casbah
- Réalisation : Pierre Cardinal
- Scénario : Pierre Cardinal
- Décors : Mayo
- Photographie : Henri Decae
- Montage : Marguerite Renoir
- Son : André Louis
- Musique originale : Mohamed Iguerbouchène
- Production : Sirius
- Pays de production :  France
- Format :  Noir et blanc - 1,37:1 - 35 mm - Son mono
- Genre : Drame
- Durée : 90 minutes
- Date de sortie : 
  - France  : 24 janvier 1952
- Affiche : Constantin Belinsky (France)

## Distribution
- Viviane Romance : Maria Pilar
- Claude Laydu : Michel
- Peter Van Eyck : Jo
- Sylvie Pelayo : Sylvie
- Philippe Richard : Gros Polo
- Moussia Cardinal
- Himoud Brahimi
- Jean-Pierre Melville : commentaire